# Zoombies – Der Tag der Tiere ist da!
Zoombies – Der Tag der Tiere ist da! (Originaltitel Zoombies) ist ein US-amerikanischer Tierhorrorfilm aus dem Jahr 2016. Der Filmtitel ist ein Kofferwort aus Zoo und Zombies.

## Handlung
Der Eden Wildlife Zoo ist ein zoologischer Garten mit Fokus auf gefährdete Tierarten. Der Zoo veranstaltet einen Orientierungstag, an dem sich College-Studenten um einen Praktikumsplatz bewerben können. Währenddessen erkranken einige der Affen des Zoos an einer unbekannten Krankheit und werden in die Klinik gebracht. Die Tierärzte spritzen den Affen Epinephrin, um deren Leben zu retten. Der ansteckende Erreger breitet sich auf alle Affen im Raum aus und verwandelt sie in Zombies mit einem räuberischen Verhalten gegenüber Menschen. Sie greifen die Tierärzte an und töten einen von ihnen, während es dem anderen gelingt, den Alarm auszulösen.
Die College-Studenten erreichen den Zoo während des Alarms. Johnny, ein Mitglied des Sicherheitsteams, beschließt selbst nach den Tierärzten zu sehen. Als er jedoch nicht zurückkehrt, macht sich das Sicherheitsteam in Begleitung des College-Studenten Gage auf den Weg zur Klinik. Dort angekommen entdecken sie, dass Johnny und einer der Tierärzte tot sind. Der verbleibende Tierarzt, Dr. Gordon, liegt im Sterben. Die Affen greifen die Gruppe an und töten zwei der Wachen. Gage, Sicherheitschef Rex und die neu eingestellte Lizzy Hogan schaffen es zu flüchten. Ellen Rogers, die Managerin des Zoos, erfährt von dem Chaos und sperrt den Zoo ab. Die Krankheit breitet sich im gesamten Zoo aus und infiziert eine Gruppe Wildschweine, die drei der Schüler angreifen. Lizzy, Gage und Rex treffen gerade ein, als die Schüler von infizierten Giraffen angegriffen werden. Bei dem Angriff kommen zwei von ihnen ums Leben.
Dem aus der Klinik anrückenden Sicherheitsteam gelingt es, der Studentin Amber das Leben zu retten. Bei ihrer Rettung verletzt sich allerdings Gage. Während Lizzy und Rex sich um Gages Wunden kümmern, stiehlt Amber Rex’ Jeep. Lizzy, Gage und Rex sind gezwungen, eine Gruppe nicht infizierter Elefanten als Transportmittel zu benutzen.
Ein Polizeiteam kommt, um die Bedrohung zu beseitigen, aber sie werden von einer Gruppe infizierter Löwen getötet. Amber erreicht unterdessen das Eingangstor und fordert Ellen, die die Überwachungskameras überwacht, auf, es zu öffnen. Plötzlich greift sie ein infizierter Löwe an. Ellens Tochter Thea wird kurz darauf von einem infizierten Koala angegriffen, kann diesen allerdings mit einem Baseballschläger töten. Ellen untersucht das Blut des Koalas und findet heraus, dass die Krankheit durch ein unbekanntes Enzym verursacht wurde, das in der Großhirnrinde des Koalas gefunden wurde. Sie ermutigt die Vogelpflegerin Chelsea, die Vögel freizulassen, um eine Ansteckung zu verhindern, jedoch ohne Erfolg. Währenddessen werden Lizzy, Gage und Rex von einer Gruppe infizierter Lemuren angegriffen, wobei sich Rex verletzt. Einer der Arbeiter, Daxton, und sein Praktikant A.J. schaffen es, die Zombies abzuwehren, und die Gruppe flüchtet sich in die Gorilla-Anlage. Daxton sucht nach Kifo, einem vom Aussterben bedrohten Cross-River-Gorilla des Zoos, und stellt fest, dass auch dieser infiziert ist. Kifo tötet ihn und dringt in das Labor der Anlage ein. Rex ersticht ihn, aber Kifo zerschmettert während seines letzten Atemzuges dessen Kopf als Vergeltung.
Lizzy, Gage und A.J. entkommen und finden einen Jeep mit einer schwer verletzten und geschwächten Amber am Steuer. Amber erliegt ihren Verletzungen und die Gruppe will sie aus dem Fahrzeug schaffen, als sie bei diesem Versuch von einer Gruppe infizierter Löwen angegriffen werden. Sie schaffen es, die Löwen zu töten, aber in Folge des Kampfes stürzen sie versehentlich den Jeep in die Tiefe. Sie versuchen dann, den Wachturm mit einer unfertigen Seilrutsche zu erreichen. A.J. stürzt dabei in den Tod. Die Gruppe trifft sich wieder mit Ellen und Thea und sie vermuten, dass sich die Vögel infiziert haben. Sie beschließen, die Voliere mit einer Reihe von Benzinkanistern in Brand zu setzen, aber vorher gehen Lizzy und Gage hinein, um Chelsea und ihren Praktikanten Ricky zu retten. Sie stellen jedoch bald fest, dass Ricky von den infizierten Vögeln getötet wurde. Sie finden Chelsea lebend, aber schwer verletzt vor. Ein infizierter Weißkopfseeadler baut sich derweil aus ihren Organen ein Nest. Lizzy und Gage bemerken, dass Rauch aufsteigt, und erkennen, dass Ellen damit begonnen hat, die Voliere niederzubrennen. Dadurch gelingt ihnen die Flucht. Ellen setzt die Voliere widerwillig in Brand und sie lösen mit Ellens Truck eine zusätzliche Explosion aus, die die Vögel tötet. Dann erscheint Kifo und jagt die Gruppe zum Tor, wo Ellen ihn scheinbar erschießt. Die vier werden von einem Hubschrauber gerettet. Nachdem sie jedoch gerettet wurden, erlangt Kifo das Bewusstsein wieder und zeigt, dass er noch am Leben ist.

## Hintergrund
Der Film entstand im kalifornischen Arcadia. In den USA erschien er am 1. März 2016 im Videoverleih. In Deutschland startete der Film am 29. April 2016 in den Videoverleih.
2019 wurde der Film mit Zoombies 2 – Die Rache der Tiere fortgesetzt, baut aber nur lose auf die Ereignisse im ersten Teil auf. Lediglich Kim Nielsen in ihrer Rolle als Dr. Ellen Rogers taucht erneut gegen Ende kurz auf. 2021 erschien das Spin-Off Aquarium of the Dead, erneut mit Nielsen in der Rolle der Dr. Ellen Rogers.

## Rezeption
„Extrem derber, blutiger Zombie-Tierhorrorfilm, der mit Anleihen bei „Jurassic Park“ auf Schock und Überwältigung aus ist.“

„Blutiger Schrott vom Billigheimer-Trashstudio The Asylum.“

Ted Hentschke von Dread Central bewertete den Film mit 3/5 Sternen und schrieb: „An diesem Film gibt es nichts als Gutes zu verteidigen. Was er jedoch macht, ist Spaß.“
Im Audience Score, der Zuschauerwertung auf Rotten Tomatoes hat der Film eine Wertung von 19 % bei über 100 Bewertungen. In der Internet Movie Database hat der Film bei über 2.600 Stimmenabgaben eine Wertung von 3,4 von 10,0 möglichen Sternen.